# Đinh Trầm Ca
Đinh Trầm Ca (sinh năm 1941) là một nhạc sĩ, nhà thơ và nhà giáo Việt Nam. Ông là tác giả một số ca khúc như Ru con tình cũ, Sông quê, Trai tài gái sắc được nhiều người biết đến.

## Cuộc đời
Ông tên thật là Mạc Phụ, sinh năm 1941 tại thị trấn Vĩnh Điện, thị xã Điện Bàn, tỉnh Quảng Nam. Bút danh Đinh Trầm Ca là lấy từ họ mẹ ông (Đinh), tuy nhiên hiện nay nhiều người vẫn quen thuộc với cái tên bị sai là Đynh Trầm Ca. Sau khi học xong trung học, ông vào Sài Gòn học Đại học Sư phạm rồi tốt nghiệp, dạy ngữ văn ở đây cho đến năm 1975.
Đinh Trầm Ca bắt đầu làm thơ từ đầu thập niên 1960 rồi sau đó mới học nhạc với nhạc sĩ Lê Trọng Nguyễn. Ca khúc Ru con tình cũ viết năm 1967 được ca sĩ Lệ Thu thâu âm đầu tiên và phát trên các đài phát thanh như Sài Gòn, Quân Đội.
Sau sự kiện 30 tháng 4 năm 1975, ông trở ra Quảng Nam làm ruộng được sáu năm rồi phiêu bạt nhiều nơi ở miền Tây như Sóc Trăng, An Giang, Cần Thơ, Thành phố Hồ Chí Minh...
Năm 2004, ông về lại Quảng Nam định cư, mở quán cà phê "Thạch Trúc Viên" là nơi anh em văn nghệ sĩ Quảng Nam hay lui tới.

## Sáng tác

### Thơ
Năm 1969, ông xuất bản tập thơ đầu tay Mắt đêm được viết từ năm 1960. Tập thơ được một nhà nghiên cứu thời đó giới thiệu là "một trong 5 tập thơ tiêu biểu của năm 1969". Ngoài ra thơ tình tuổi học trò của ông cũng được đưa vào trong một số tuyển tập thơ xuất bản trước 1975 như Tuyển tập thơ tình tuổi học trò Việt Nam và thế giới, Lục bát tình...
- Mắt đêm (tập thơ, 1969)
- Đi như là trôi (tập thơ)
- Bay đi những cơn mưa phùn (băng nhạc)
- Có thật không anh (tuyển tập nhạc)

### Nhạc
Một số ca khúc viết sau 1975 được ký bút danh là Mã Thu Giang, tên vợ ông. Dưới đây là một số sáng tác tiêu biểu trong số trên 80 ca khúc của ông được viết từ trước 1975 đến nay:
- Bay đi những cơn mưa phùn (thơ Hoàng Lộc)
- Bước ngậm ngùi về (1975)[1]
- Bên cầu nhớ người[2] (nhạc Ngọc Sơn - thơ Đinh Trầm Ca)
- Chài lưới (Mã Thu Giang)
- Chuyện tình sông Hương (Đinh Trầm Ca & Thùy Linh)
- Cùng tát biển Đông (Đinh Trầm Ca & Dzoãn Bình)
- Dưới trời dĩ vãng
- Đất khách quê người
- Điệu hò phu thê (thơ Nguyễn Hồ; nhạc Đinh Trầm Ca - Thùy Linh)
- Đợi chờ vô vọng
- Hải đảo buồn
- Kiếp tình chung (Tiến Luân & Đinh Trầm Ca)
- Kiếp về đêm (Mã Thu Giang)
- Lý Ba Tri
- Lý chiều chiều
- Lý ngựa tình thiêng (Kông Thanh Bích & Đinh Trầm Ca)
- Màu hoa vĩnh cửu
- Mai trở lại Huế
- Mắt Huế xưa (nhạc Quốc Dũng - thơ Đinh Trầm Ca)
- Mẹ là quê hương (Đinh Trầm Ca - Mã Thu Giang)
- Mong em còn ngày mai (Tiến Luân & Đinh Trầm Ca)
- Nhớ Tần Phi
- Những giai điệu không quên (nhạc Quốc Dũng - lời Đinh Trầm Ca)
- Nỗi buồn chim sáo (nhạc Huỳnh Ngọc Đông - thơ Đinh Trầm Ca)
- Nước mắt mẹ hiền
- Ru con tình cũ (1972)
- Ru tương lai buồn
- Rượu cưới ngày xuân 1, 2 (Mã Thu Giang)
- Sông quê 1, 2, 3
- Tạ ơn con gái
- Tâm sự một lời ca (Tiến Luân & Đinh Trầm Ca)
- Thôi em hãy về
- Tiếng hát bên trời
- Tình yêu mắt nai (nhạc Quốc Dũng - thơ Đinh Trầm Ca)
- Tình vội
- Trai tài gái sắc (Mã Thu Giang)
- Trăng hờn tủi
- Trên phố tình phai (nhạc Hoàng Bửu - lời Đinh Trầm Ca)
- Tới ngày em quên (thơ Hoàng Lộc)
- Vầng trăng đơn chiếc
- Về lại đồi sim (Đinh Trầm Ca - Mã Thu Giang)
- Vợ chồng mộng mơ
- Xa rồi hạnh phúc gian nan (nhạc Tiến Luân - thơ Đinh Trầm Ca)
- Yêu em khổ lắm